# Crossogaster quadrata
Crossogaster quadrata är en stekelart som beskrevs av Van Noort 1994. Crossogaster quadrata ingår i släktet Crossogaster och familjen fikonsteklar.
Artens utbredningsområde är Guinea. Inga underarter finns listade i Catalogue of Life.